# Förnybar energi

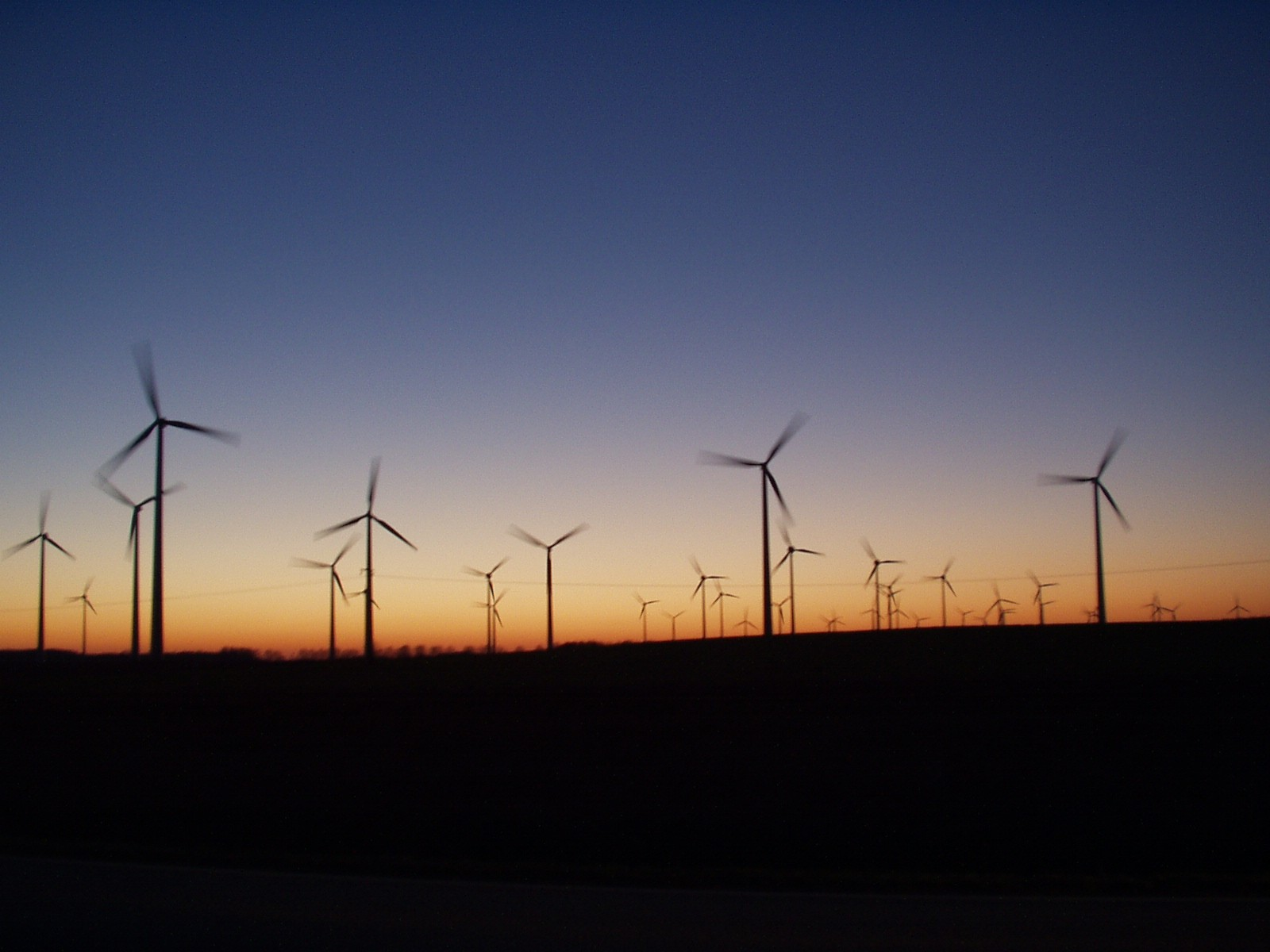
Vindkraftspark i Tyskland.

Förnybar energi är användbar energi som produceras från resurser som naturligt förnyas, eller återfylls, i en takt som är lika med eller överstiger mänsklig konsumtion. Bland förnybara energikällor räknas koldioxidneutrala källor som vindkraft, vattenkraft, solenergi, geotermisk energi, bioenergi och havsenergi. 
De flesta förnybara energikällor, som vind-, vatten- och bioenergi, härrör ursprungligen från energi från solen, ett undantag är tidvattnet. Solen i sig är egentligen inte förnybar utan kommer en dag slockna, men detta är så långt i framtiden att det knappast är relevant för människan. Fossila bränslen (kol, olja och fossilgas) räknas inte som förnybara. Dessa förnyas visserligen men under en väldigt lång tid, många miljoner år. Dessutom förbrukas de idag i en högre hastighet än vad de förnyas. Kärnkraft räknas vanligtvis inte heller som förnybart, eftersom den baseras på ändliga resurser.
Om förnybara energikällor uppfyller kravet "tillgodoser dagens behov utan att äventyra kommande generationers möjligheter att tillgodose sina behov" räknas de till det som kallas hållbar utveckling och begränsning av klimatförändringar.
Förnybara energikällor anses som fördelaktiga ur miljösynpunkt eftersom de inte använder icke förnybara bränslen, vilket bland annat medför att de på lång sikt ger ett relativt litet bidrag till den förstärkta växthuseffekten. Förnybara energiresurser saknar dock inte avtryck på miljön. På kort sikt kan förnybara energikällor ändå öka mängden växthusgaser. Även om själva energikällan återskapas så gäller detsamma heller inte nödvändigtvis kraftverken som samlar in energin. Se livscykelanalys.

## Några förnybara energikällor

### Solenergi

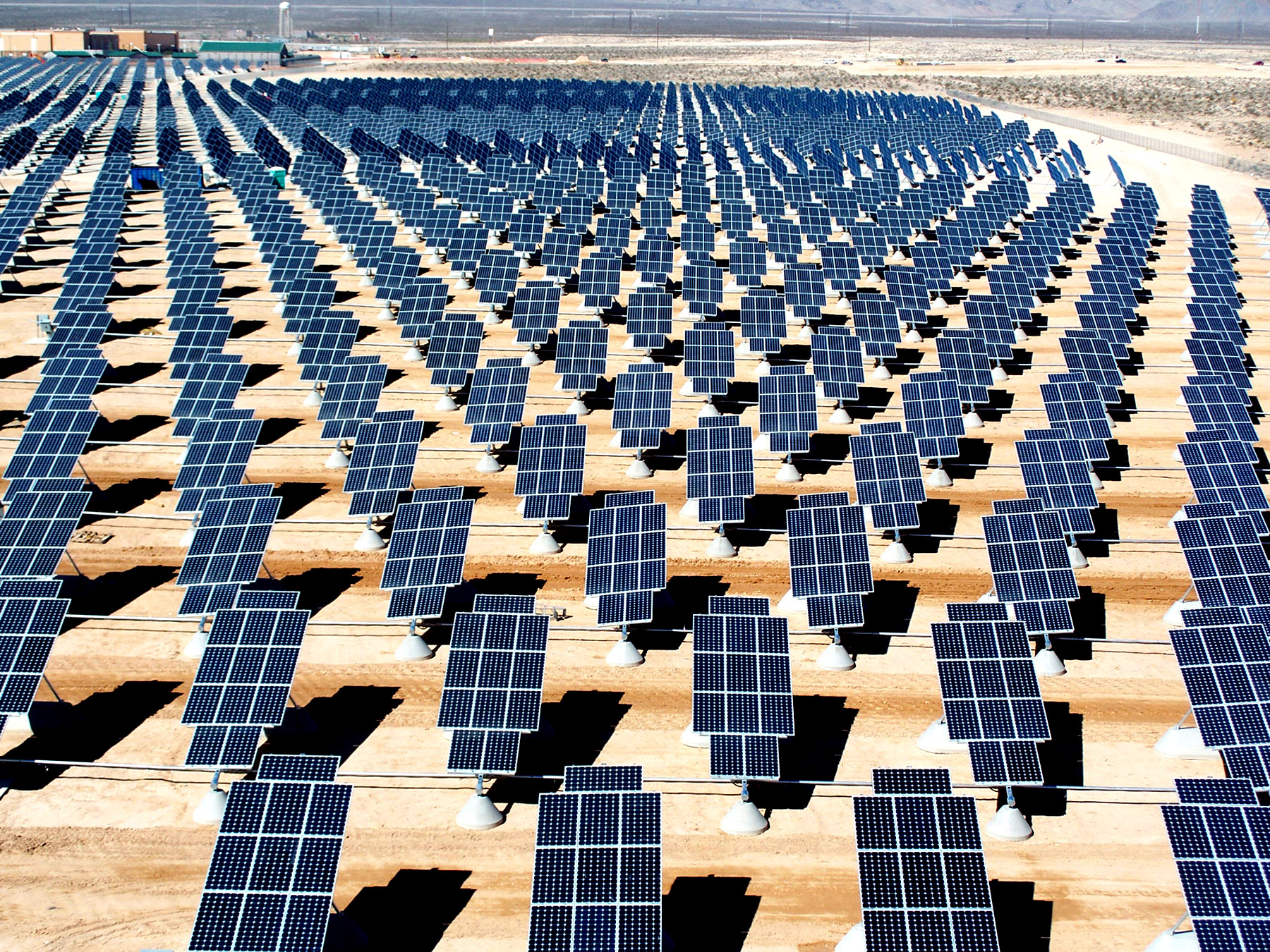
Solceller på en flygbas i Nevada.

Solenergi kallas den energi som utvinns direkt från solens strålning. Hit hör flera olika tekniker:  
- Solvärme för att utnyttja solenergin till byggnadsuppvärmning.
- Solkraft för elproduktion, genom solceller.
- Termisk solkraft använder linser eller speglar för att koncentrera solljuset från ett större område på en liten yta, vilket kan generera värme på över 1 000°C.[1][2]

- Solugnar eller solkokare för att laga mat.
- Artificiell fotosyntes hoppas man ska kunna ge vätgas som energibärare.[3]
- Solenergi kan också användas inom geoenergin, då används den lagrade solenergin i jorden, berggrunden, vatten och från luften.

### Vindkraft
Vindar uppstår genom tryckskillnader i atmosfären, till följd av ojämn uppvärmning från solen, vilket gör vindenergin förnybar. Energin hos dessa luftmassor i rörelse kan omvandlas till el i ett vindkraftverk. Tekniken för vindkraftverk har utvecklats snabbt, med högre torn och större, effektivare turbiner. Genom att göra vindkraftverken större kan de producera betydligt mer el. Idag installeras verk på land upp till 6,6 megawatt (MW) effekt och till havs finns verk upp till 15 MW att beställa. Områden där vinden är starkare och där det går att bygga större parker föredras när det gäller placeringen av vindkraftsparker. 
På en global skala tros den långsiktiga tekniska potentialen för vindkraft vara fem gånger den totala globala energiproduktionen, eller 40 gånger dagens behov av elektricitet. Detta skulle dock kräva att stora landområden användes för vindkraftverk, speciellt i områden med starka och jämna vindar. De vindkraftverk som byggts ett stycke från kusten har ett medelvindvärde som är ≈90 procent högre än de på land, så en utbyggnad där skulle kunna leda till en väsentlig ökning av energiproduktionen.
Ett nyckeltal som används för att till jämföra olika kraftverk är vindkraftverkets kapacitetsfaktor det vill säga verklig produktion per år dividerad med produktion per år vid 100 procent kapacitetsutnyttjande under alla dagar i ett helt år, 24 timmar per dygn. Vindkraften i Sverige hade 2021 en kapacitetsfaktor på 25,6 procent. Havsbaserad vindkraft kan i vissa fall ha en kapacitetsfaktor över 50 procent. 

### Vattenkraft

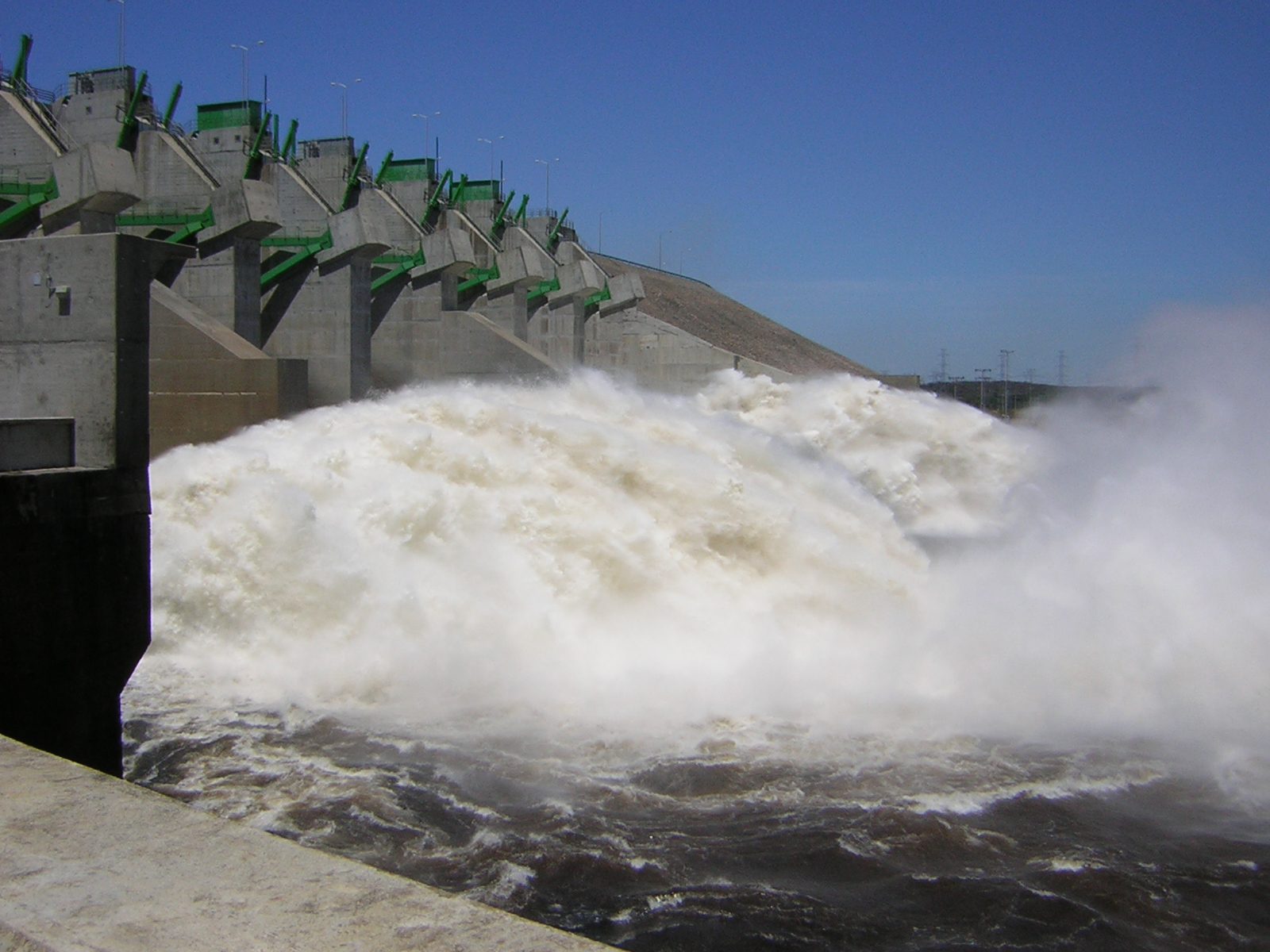
Vattenkraftverk i Venezuela.

Vattenkraft utnyttjar energin hos vatten i rörelse. Den vanligaste tekniken är vattenkraftverk, i vilka vattnets lägesenergi utnyttjas genom att låta det strömma genom en vattenturbin från en högre punkt till en lägre. Vanligtvis åstadkoms detta genom att helt eller delvis dämma upp ett vattendrag. Andra tekniker är tidvattenkraftverk och vågkraftverk. Även saltkraft, som utnyttjar skillnaden i saltkoncentration hos söt- och saltvatten för utvinning av energi, kan räknas hit.

### Biobränslen
Biobränslen är bränslen baserade på biomassa, vanligtvis från växter. Biobränslena har nyligen varit levande, vilket skiljer dem från fossila bränslen, som varit döda i miljontals år. Ursprunget kan till exempel vara olika typer av träd eller gräs, vilka kan förädlas till för ändamålet passande former, fasta, flytande eller gasformiga. Biobränslen kan användas för produktion av värme, i lokala värmepannor eller i fjärrvärmeverk, för elproduktion i kraftvärmeverk eller som drivmedel för fordon.

### Geotermisk energi

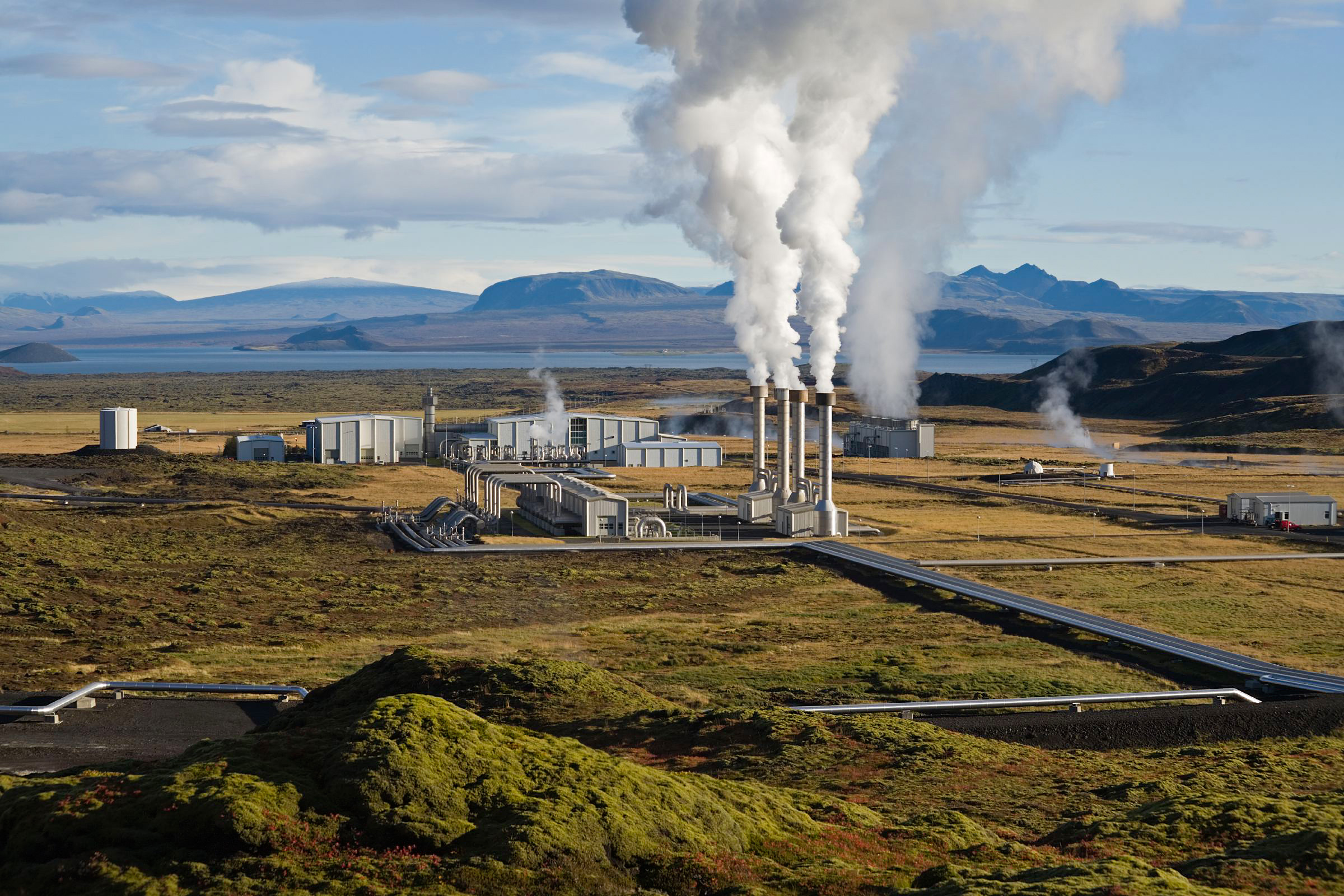
Geotermiskt kraftverk på Island.

Geotermisk energi härstammar från värmen i jordens kärna. På vissa platser finns denna tillgänglig så ytligt att den går att utvinna för produktion av el och värme.

### Geoenergi
Geoenergi är ett samlingsnamn för berg-, sjö- och markvärme respektive kyla. Geoenergi är framför allt solenergi lagrad i marken, men också lite värme från jordens inre. Geoenergi används i huvudsak inom tre markbundna system: bergvärme, borrhålslager och akviferlager. I Sverige godkändes geoenergi som förnybar energi av Energimyndigheten 2007.

## Nätintegrering av förnybar energi
Förnybar energiproduktion från energikällor såsom vind och sol är mer variabel och oftast mer geografiskt utspridd än energiteknik baserad på fossila bränslen och kärnkraft. Storskalig integrering i elnätet är möjlig men medför utmaningar för att elnätet ska förbli stabilt. Utmaningarna består bland annat av en minskad mängd svängmassa i elnätet, men också av att elproduktionen varierar över tid i högre utsträckning. Implementering av olika typer av energilager, använda en variation av olika typer av förnybara energikällor samt smarta nät där energi används automatiskt när det produceras kan minska riskerna och kostnaderna för integrering av förnybar energi på elnätet.

## Förnybar energi i Sverige
Andelen förnybar energi i Sverige ökade från 54,2 procent under 2017 till 54,6 procent 2018 vilket är den högsta andelen hittills. I Sverige är de viktigaste förnybara energikällorna bioenergi, vattenkraft och vindkraft. Vindkraften växer snabbt och stod 2022 för ca 19 procent av elproduktionen. Solenergi är också på uppåtgående, om än från låga nivåer. Sverige har i och med energiöverenskommelsen 2016 ett mål om 100 procent förnybar elproduktion år 2040.

## Förnybar energi i utvecklingsländer

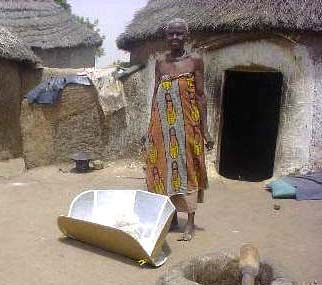
Solkokare använder solljus som energikälla för matlagning utomhus.

På grund av svårigheten och kostnaden med att transportera och distribution av energi från fossila bränslen till avlägsna områden på landsbygden är förnybara energikällor extra värdefulla i utvecklingsländerna. Att producera energin lokalt är ett alternativ med goda förutsättningar. Cirka 1,6 miljarder människor saknar el i deras hem på grund av bristande infrastruktur.
Projekt med förnybara energi i många utvecklingsländer har visat att förnybara energi har en direkt inverkan vid fattigdomsbekämpning genom att tillhandahålla den energi som behövs för att företag skall kunna verka i området och anställa personer, för hälsokliniker att fungera, för pumpning av färskvatten etc. Den förnybara energin minskar även kostnaderna för de fattigaste genom att förse dem med billig energi för matlagning, uppvärmning och belysning. Det minskar även den onödig tidsåtgången som kommer av att behöva samla bränsle, tid som kan användas på ett bättre och mer inkomstbringande sätt, till exempel utbildning. Genom att energi produceras direkt för skolor kan utbildning ges även när det mörknat. Det minskar även koldioxidutsläppen både globalt, men får även en direkt effekt genom att minska de hälsoproblem som uppkommer när hemmen är rökfyllda.
Under 2011 försåg små solcellssystem miljontals hushåll med elektricitet och minivattenkraftverk uppbyggda i små kraftnät försörjde många fler. Samma år använde över 44 miljoner hushåll sig av biogas som producerats i små rötkammare. Biogasen användes för belysning och/eller matlagning och mer än 166 miljoner hushåll förlitar sig på en ny generation av effektivare spisar som använder sig av biomassa.
Kenya är världsledande i antalet installerade solenergisystem per capita. Mer än 30 000 mycket små solpaneler som vardera producerar 12–30 watt säljs i Kenya varje år.

## Förnybar energi i världen
Vid slutet av 2019 fanns 2 537 GW förnybar elproduktion installerad globalt. Tillväxten under 2019 var 7,4 %. Förnybar elproduktion svarade för 72 % av utbyggnaden av elproduktionskapacitet under 2019. Förnybar elproduktion ökade netto med 176 GW. 90 % var sol- och vindkraft. 
Asien: Kapacitet 1 119 GW, global andel 44 %, förändring 2019 +95,5 GW, tillväxttakt +9,3 % 
Europa: Kapacitet 573 GW, global andel 23 %, förändring 2019 +35,3 GW, tillväxttakt +6,6 % 
Nordamerika: Kapacitet 391 GW, global andel 15 %, förändring 2019 +22,3 GW, tillväxttakt +6,0 % 
Sydamerika: Kapacitet 221 GW, global andel 9 %, förändring 2019 +8,4 GW, tillväxttakt +4,0 % 
Eurasien: Kapacitet 106 GW, global andel 4 %, förändring 2019 +3,1 GW, tillväxttakt +3,0 % 
Afrika: Kapacitet 48 GW, global andel 2 %, förändring 2019 +2,0 GW, tillväxttakt +4,3 % 
Oceanien: Kapacitet 40 GW, global andel 2 %, förändring 2019 +6,2 GW, tillväxttakt +18,4 % 
Mellanöstern: Kapacitet 23 GW, global andel 1 %, förändring 2019 +2,5 GW, tillväxttakt +12,6 % 
Centralamerika och Karibien: Kapacitet 16 GW, global andel 1 %, förändring 2019 +0,6 GW, tillväxttakt +4,1 %